# Scottish World Invitation Tournament 1971
Das Scottish World Invitation Tournament 1971 im Badminton fand im Frühjahr 1971 in Glasgow statt.

## Finalergebnisse
| Disziplin    | Sieger                      | Finalist                     | Ergebnis           |
| ------------ | --------------------------- | ---------------------------- | ------------------ |
| Herreneinzel | Sture Johnsson              | Kurt Johnsson                | 15-5, 15-4         |
| Dameneinzel  | Eva Twedberg                | Maureen Hume                 | 11-3, 11-6         |
| Herrendoppel | Mac Henderson Jim Ansari    | Jim McNeillage Ian Hume      | 15-13, 15-11       |
| Damendoppel  | Eva Twedberg Maureen Hume   | Joanna Flockhart Helen Kelly | 15-11, 15-8        |
| Mixed        | Fraser Gow Joanna Flockhart | Gert Perneklo Eva Twedberg   | 15-11, 5-15, 18-15 |